# Леприконсы
«Леприконсы» — белорусская поп-панк-группа, образованная в 1996 году. Основателем, лидером, автором большей части композиций и вокалистом коллектива является Илья Митько.

## История создания
Группа была создана 1 сентября 1996 года. До того её основатель Илья Митько был вокалистом в панк-рок-группе «Kindergarten». Которая просуществовала недолго, а ушедший вокалист организовал группу «Леприкон», исполнявшую хардкор.
В 1997 году «Леприкон» записали свою первую демо-кассету и начали использовать аккордеон (аккордеонистом сделали бывшего басиста Владимира Федорука). Назвав своё первое детище «Детки», музыканты продали её в количестве 10 штук (с общим количеством в 20 копий).
После этого в группе началась «текучка»: приходили-уходили гитаристы и басисты, девушки сменялись молодыми людьми, многие из которых злоупотребляли алкоголем. Когда команда набрала постоянный состав и стала называться "Леприконсы", группа принялась писать серьёзный полноценный альбом «Человек идёт и улыбается», позже вышедший как «Нам с тобою было super».
К выходу альбома, на радио уже была популярна «Хали-гали, паратруппер», а сами «Леприконсы» успели заключить контракт со студией «Союз».
С этого момента начались концерты, гастроли, эфиры и фестивали, среди которых главным было выступление группы на фестивале «Нашествие-2000» — «Леприконсы» открывали второй день.
Летом 2001 года группа выпустила второй альбом.
В 2019 году стали гостями известной музыкальной телепередачи «Квартирник НТВ у Маргулиса».

## Альбомы
- 1997 — Человек идёт и улыбается
- 1999 — Нам с тобою было SUPER
- 2001 — Все ребята перцы!
- 2001 — …ля Тополя!
- 2003 — С запада на восток
- 2007 — Без даты
- 2009 — По проводам (интернет-сингл)
- 2010 — Десятилетка
- 2011 — Подарок (совместно с Вадимом Галыгиным)
- 2017 — «Super девочка» (интернет-сингл)
- 2023 — Карамельный Йод ХО